# Paul Goldschmidt (Logopäde)
Paul Goldschmidt (* 8. August 1914 in Amsterdam; † 10. August 2010) war ein niederländischer Logopäde.

## Leben
Er war das vierte Kind des jüdischen Kaffee-Großhändlers und Schachspielers (Maurits) Maurice Isaac Goldschmidt (* 11. Mai 1870 in Amsterdam; † 30. März 1944 in Bergen-Belsen) und der Adele Koppel (* 1880 in Gelsenkirchen; April 1943 bis 1945 in Theresienstadt; † 1981 in Harmelen). Pauls Geschwister waren Rudolf Carel (* 1908; ermordet 1942 in Klein Mangersdorf), Otto Herman (* 1910; im Krieg untergetaucht; † 2001) und Augusta Regina (* 1913; von 1943 bis Kriegsende gefangen im holländischen Lager Vught; † 2005). Maurits Goldschmidt führte sein Unternehmen im Fabrikgebäude seines Vaters Calmon, der aus Geseke in Deutschland emigriert war und in Amsterdam zunächst eine Essigfabrik in der Prinsengracht Nr. 812–814 gegründet hatte.
Da Paul Goldschmidt als Kind selbst große Schwierigkeiten beim Lesen und Schreiben hatte, beschloss er, Sprachtherapeut zu werden und legte 1936 in Utrecht das Logopädie-Examen ab. Sein Interesse galt besonders neurologisch geschädigten Patienten mit Bewegungsstörungen.
Während des Zweiten Weltkriegs verlor er aufgrund der Verfolgung durch die Nationalsozialisten einen Großteil seiner Familie. Im November 1943 wurden er und seine Frau Renata Laqueur inhaftiert. Traumatisiert überlebte er die Inhaftierung im KZ Bergen-Belsen und den Räumungstransport, bei dem er fast verhungert wäre, wenn seine Frau nicht unter Lebensgefahr etwas Essbares, z. B. Kartoffelschalen besorgt hätte, immer dann, wenn der Gefangenenzug auf offener Strecke hielt. Das Paar trennte sich 1950, und Renata zog, um ein neues Leben zu beginnen, nach New York.
Nach dem Krieg lebte Paul Goldschmidt im Süden Amsterdams und arbeitete als Logopäde vor allem mit Kindern.
Mit seiner zweiten Frau Heleen, geb. Viehoff, hatte er vier Kinder: Tijs * 1953, Saskia *1954, Michiel *1956 und Corine *1959.
Ab 1969 war er Dozent in Dortmund an der damaligen Pädagogischen Hochschule im Fachbereich Körper- und Sprachbehindertenpädagogik. Als einer der ersten Logopäden in Europa hatte er in Amsterdam sprachtherapeutische Konzepte für Menschen mit neurologischen Erkrankungen und Behinderungen entwickelt und wurde deshalb gebeten, an der Hochschule künftige Lehrer für Kinder mit solchen Beeinträchtigungen zu unterrichten. Nachdem er 1983 in den Ruhestand gegangen war, engagierte er sich weiterhin intensiv für Menschen, die Kommunikationsunterstützung benötigen. Er beteiligte sich an der Gründung von ISAAC Deutschland (International Society for Augmentative and Alternative Communication; internationale Gesellschaft für ergänzende und alternative Kommunikation mit Sitz in Toronto). Er lebte zuletzt in dritter Ehe mit Bärbel Weid-Goldschmidt in Essen-Burgaltendorf.
ISAAC-GSC (die deutschsprachige Sektion des Vereins) verleiht alle zwei Jahre einen Preis an eine unterstützt sprechende Person, die etwas Besonderes geleistet hat. Dieser Preis hieß ursprünglich „goldener ISAAC“; 2008 wurde er in Paul-Goldschmidt-Preis umbenannt. Im Mai 2012 wurde ein Förderzentrum für körper- und sprachbehinderte Kinder im Bremer Stadtteil Lesum, das bisher nach dem früheren Gemeindevorsteher Louis Carl Seegelken benannt war, in Paul-Goldschmidt-Schule umbenannt.

## Schriften
- Logopädische Untersuchung und Behandlung bei frühkindlich Hirngeschädigten, 1970.